# Лімань

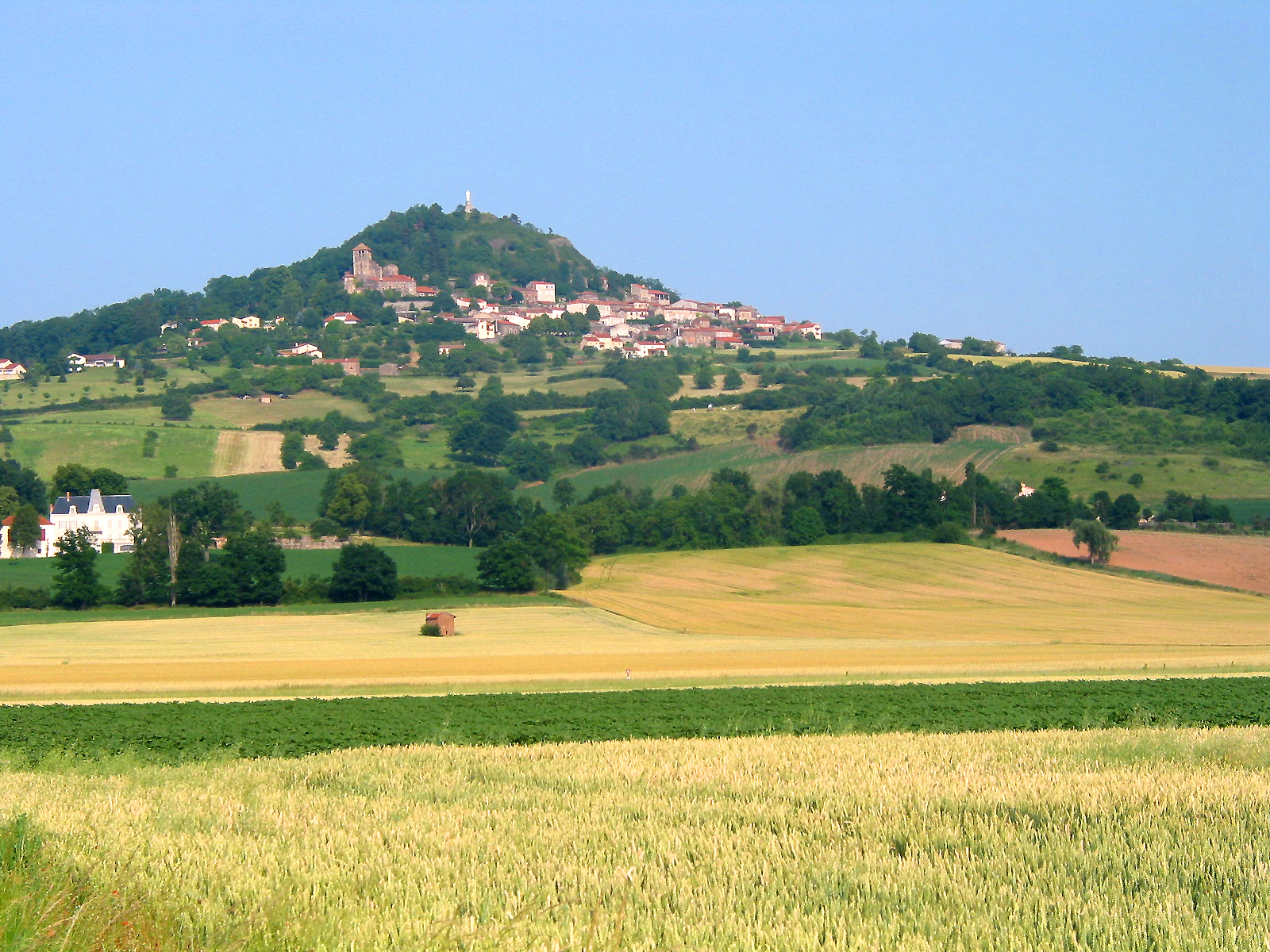
Лімань в Юссоні

Географічне розташування Великої Ліманії (рожевий колір) та Ліманського Бурбонезу (фіолетовий колір) в регіоні Овернь

45°57′33″ пн. ш. 3°35′38″ сх. д. / 45.959083333333° пн. ш. 3.59375° сх. д.
Лімань (фр. Limagne; окс. Limanha) — велика й родюча долина в басейні річки Альє в регіоні Овернь у центральній Франції. Вона простягається на департаменти Верхня Луара, Пюї-де-Дом та Альє.

## Етимологія
Ймовірно, назва походить від латинського словосполучення lacus magnus, що означає «велике озеро» та вказує на існування тут озера і болотистої місцевості. Розрізняють Limagne de Brioude та Limagne d'Issoire на півдні, Grande Limagne навколо Клермон-Феррана та Limagne Bourbonnaise на півночі.

## Географія
Видовжена (приблизно 100 кілометрів) і — за винятком периферійних зон — досить пласка до горбистого Лімань розташована на висоті приблизно від 250 до 500 м у самому серці Оверні. Геологічно її називають «басейном розлому» і обмежений на півдні, заході та сході гірськими хребтами, гранітні, базальтові та лавові утворення, які — іноді помітні на поверхні — вказують на колишню вулканічну активність. У напрямку з півночі на південь Лімань перетинає річка Альє, який — крім морозу, дощу та вітру — сприяє ерозії матеріалу вулканічних порід та його осіданню в долині. На клімат Лімані впливає Центральний масив; максимальна добова температура влітку рідко перевищує 30 °C, тоді як снігопади та нічні й навіть денні морози не рідкість взимку.
Окрім великого міста Клермон-Ферран, регіональне значення мають також інші невеликі міста Лімані: Ріом, Вольвік, Еннезат, Іссуар, Бріоуд тощо.

## Економіка
Хоча тваринництво домінує в переважно гірських районах Оверні, багаті та родючі осадові ґрунти Лімані дозволяють вирощувати зерно, цукрові буряки та тютюн. Хороші ґрунти та рівна структура ландшафту вирізняють Лімань від решти Оверні. У деяких місцях на межах Лімані (Шатоге, Коран) розвивається виноградарство (Côtes d'Auvergne). Мінеральні води Віші та Вольвіку відомі далеко за межами Франції.

## Історія
До появи римлян територія навколо Пюї-де-Дом належала арвернам — кельтському племені, від якого походить історична назва Овернь. За часів Великого переселення народів спочатку сюди примандрували вестготи, потім — франки. У Середьовіччі регіон мав чимале значення: у 1095 р. папа Урбан II закликав із Клермонського собору до першого хрестового походу. У цей час було побудовано велику кількість важливих церков та замків.

## Туристичні пам'ятки

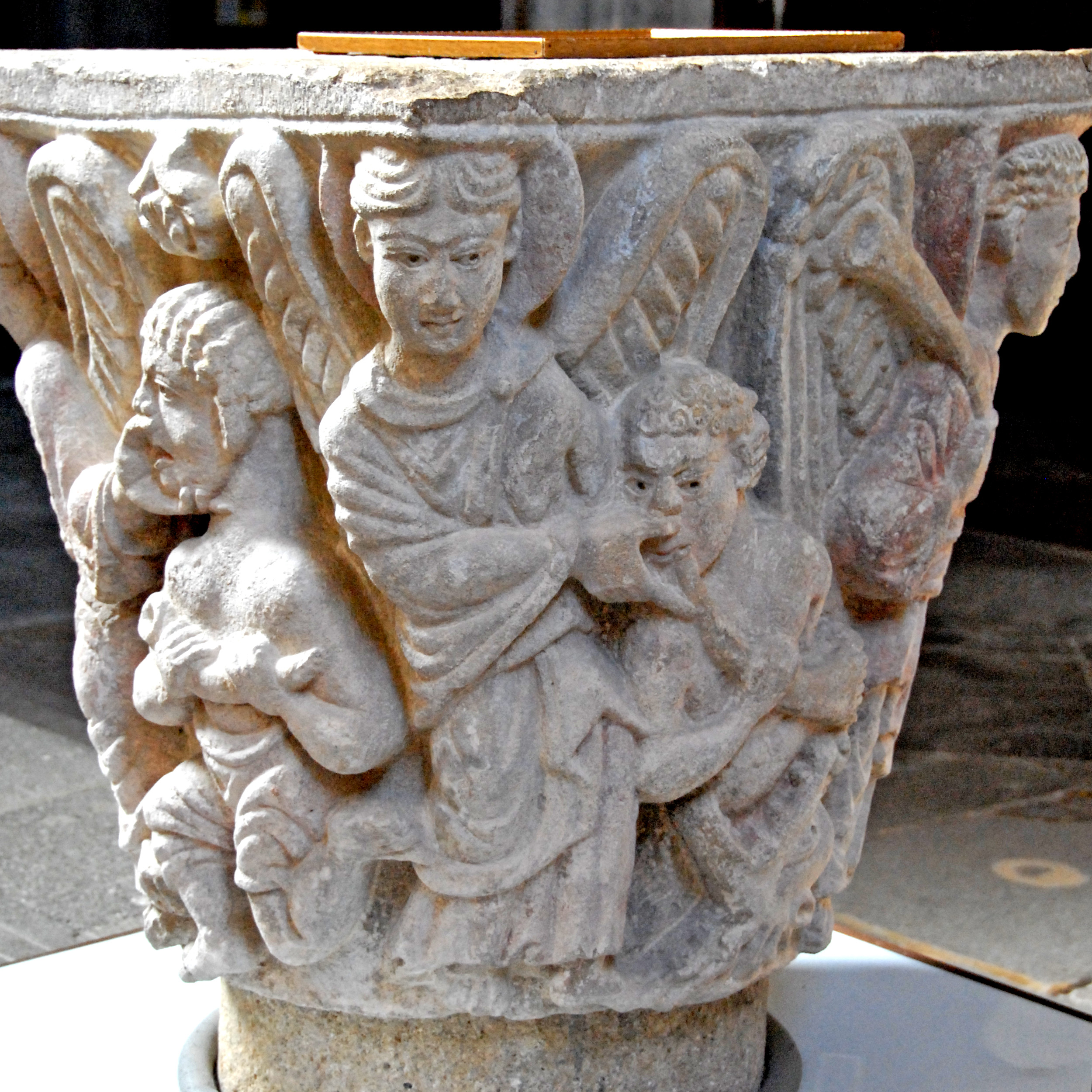
Церква абатства Мозак, капітель.

- Колегіальна церква Сен-Жульєн (Бріуд)
- Церква св. Жульєна в Шоріа
- Замок Еффіат
- Колегіальна церква Св. Віктора та Святої корони в Еннеза
- Абатська церква в Іссуарі
- Церква абатства Мозак
- Замок Равель
- Ріом, місто мистецтва й історії
- Уссон, вважається одним із найкрасивіших сіл Франції
- Озон
- Лімань відома кількома місцями скам'янілостей.
- Дія роману Гі де Мопассана «Монт-Оріоль» (1887) розгортається у Великій Лімані.